# Anolis placidus
Anolis placidus este o specie de șopârle din genul Anolis, familia Polychrotidae, descrisă de S.Blair Hedges și Thomas 1989. Conform Catalogue of Life specia Anolis placidus nu are subspecii cunoscute.